# Tayilupatti
Tayilupatti là một thị xã panchayat của quận Virudhunagar thuộc bang Tamil Nadu, Ấn Độ.

## Nhân khẩu
Theo điều tra dân số năm 2001 của Ấn Độ, Tayilupatti có dân số 8771 người. Phái nam chiếm 49% tổng số dân và phái nữ chiếm 51%. Tayilupatti có tỷ lệ 62% biết đọc biết viết, cao hơn tỷ lệ trung bình toàn quốc là 59,5%: tỷ lệ cho phái nam là 72%, và tỷ lệ cho phái nữ là 52%. Tại Tayilupatti, 12% dân số nhỏ hơn 6 tuổi.